# Хвыля, Александр Леопольдович
Александр Леопольдович Хвы́ля (настоящая фамилия — Брессем; 2 [15] июля 1905, Александро-Шультино, Екатеринославская губерния — 17 октября 1976, Москва) — советский актёр театра и кино; народный артист РСФСР (1963), лауреат Сталинской премии III степени (1950).

## Биография
Родился 2 (15) июля 1905 года в селе Александро-Шультино (ныне Константиновский район, Донецкая область) в семье Брессем, имевшей шведские корни. Отец работал механиком-машинистом и скончался, когда Саше было всего два года, оставив мать с пятью детьми на руках. Александр окончил церковно-приходскую школу и железнодорожное училище, начал работать на Южной железной дороге. В период украинизации в СССР Александр Леопольдович взял фамилию Хвыля (с укр. — «волна»).
В 1922 году окончил драматическую студию им. В. В. Воровского. В 1930-е годы стал актёром Харьковского театра имени Т. Г. Шевченко.
Дебютировал в кино в роли Устима Кармалюка. С 1941 года работал на разных киностудиях страны. С 1946 года — актёр Театра-студии киноактёра в Москве.
Александр Хвыля снимался в фильме С. А. Герасимова «Молодая гвардия», исполнял роль Шульги, но сцены с его участием из фильма вырезали.
Член КПСС с 1955 года. После фильма «Морозко» в течение многих лет считался главным Дедом Морозом страны, выступая в этой роли на ёлке в Кремле. Позднее сам передал эту роль Роману Филиппову.
В последние годы актёр страдал астмой.
Скончался 14 октября 1976 года в Москве после продолжительной болезни на 72-м году жизни. Актёр был похоронен на Кунцевском кладбище в Москве.

## Семья
- Жена — Анна Хвыля (1908—1988)
- Дочь — Инесса Хвыля (1937—2016)

## Признание и награды
- народный артист РСФСР (23 октября 1963)
- заслуженный артист РСФСР (17 марта 1945)
- Сталинская премия третьей степени (1950) — за исполнение роли секретаря обкома в фильме «Константин Заслонов» (1949).
- два ордена Трудового Красного Знамени (6 марта 1950; 4 ноября 1967)
- орден «Знак Почёта» (12 апреля 1974)
- орден Красной Звезды (14 апреля 1944).

## Творчество

### Роли в театре
1. «Диктатура» И. К. Микитенко — Гусак
2. «Гибель эскадры» А. Е. Корнейчука — Балтиец
3. «Гроза» А. Н. Островского — Кудряш

### Фильмография
1. 1932 — Иван — военный оратор
2. 1938 — Кармелюк — Устим Кармелюк
3. 1939 — Щорс — Савка Троян
4. 1941 — Суворов
5. 1941 — Богдан Хмельницкий — Кобзарь
6. 1941 — Первая конная — Семён Михайлович Будённый
7. 1941 — Мать
8. 1942 — Боевой киносборник № 8 — комендант обер-лейтенант Фишер
9. 1942 — Александр Пархоменко — Пархоменко, Александр Яковлевич
10. 1942 — Музыкальный киносборник
11. 1942 — Дорога к звёздам — Елисеев, полковник
12. 1942 — Непобедимые — Дмитрий Пронин, батальонный комиссар
13. 1942 — Оборона Царицына — Семён Михайлович Будённый
14. 1942 — Как закалялась сталь — Долинник
15. 1943 — Пропавший без вести
16. 1945 — Пятнадцатилетний капитан — Гуль, капитан
17. 1946 — Клятва — Семён Михайлович Будённый
18. 1946 — Освобождённая земля — Костенко, председатель райисполкома
19. 1947 — Весна — актёр на киностудии, играющий генерала («…И всё-таки Гоголь — жизнеутверждающее начало!»)
20. 1948 — Красный галстук — Вишняков, директор завода
21. 1948 — Молодая гвардия — подпольщик Матвей Костиевич Шульга (роль вырезана после замечания Сталина)
22. 1948 — Три встречи — Ходоров
23. 1949 — Константин Заслонов — секретарь обкома
24. 1949 — Кубанские казаки — Денис Степанович Корень, районный руководитель
25. 1950 — Далеко от Москвы — Писарев, уполномоченный Комитета обороны и секретарь крайкома партии в Рубежанске (нет в титрах)
26. 1951 — Тарас Шевченко — пан Барабаш
27. 1952 — Майская ночь, или Утопленница — Голова
28. 1954 — Тревожная молодость — петлюровский сотник
29. 1954 — Об этом забывать нельзя — Коршун
30. 1955 — Вольница — Прокофий Иванович Пустобаев, хозяин пароходной компании «Самолёт» и промыслов
31. 1956 — На подмостках сцены — актёр-жрец
32. 1957 — Конец Чирвы-Козыря — Андрей Чирва, кулак
33. 1958 — Над Тиссой — Громада, генерал пограничных войск
34. 1958 — Мальчики — Тарас Бульба
35. 1958 — Гроза над полями — Данило Тягно
36. 1959 — Годы молодые — Днепров-Задунайский
37. 1959 — Марья-искусница — Мудрец-молчальник
38. 1959 — Однажды ночью — Гуляенко
39. 1960 — Секретарь обкома — Николай Павлович Суходолов, директор химкомбината
40. 1960 — Воскресение — Пётр Баклашов, купец второй гильдии, присяжный
41. 1961 — Битва в пути — Рославлев
42. 1961 — Вечера на хуторе близ Диканьки — козак Чуб
43. 1961 — Алые паруса — Меннерс-старший
44. 1961 — Дуэль — Александр Давидыч Самойленко
45. 1962 — Королева бензоколонки — поп, отставший пассажир автобуса
46. 1962 — Как рождаются тосты — Дмитрий Петрович, директор треста
47. 1963 — Королевство кривых зеркал — королевский обер-повар
48. 1963 — Мандат
49. 1964 — Морозко — Морозко
50. 1966 — Сказки русского леса — Дед Мороз
51. 1968 — Огонь, вода и… медные трубы — оборотень Плешивый, слуга Кащея, 2-й чёрный мудрец
52. 1968 — Бриллиантовая рука — Борис Савельевич, метрдотель в ресторане «Плакучая ива», сообщник контрабандистов
53. 1968 — Братья Карамазовы — отец Ферапонт
54. 1969 — Варвара-краса, длинная коса — герцог де ля Бык, пират
55. 1971 — 12 стульев — Вакханюк, хозяин лавки
56. 1971 — Объяснение в любви к Г. Т. / Liebeserklärung an G.T. (ГДР) — профессор Лишков
57. 1972 — Золотые рога — Ветер Ветрович
58. 1972 — Инженер Прончатов — Павел Иванович Ошурков, директор леспромхоза
59. 1972 — Зимородок — Стройло
60. 1973 — До последней минуты — Гавриил Костельник
61. 1973 — Человек в штатском — управляющий банка
62. 1973—1976 — Старая крепость — Василий Гаврилович Науменко
63. 1975 — Семья Ивановых

### Озвучивание мультфильмов
1. 1952 — Валидуб — отец Янека
2. 1963 — Дочь солнца
3. 1963 — Сказка о старом кедре